# Лам, Ройден
Ройден Лам Тин Чи (кит. 林鼎智; род. 8 сентября 1975, Гонконг) — игрок в дартс из Гонконга, участник чемпионатов мира и Кубков мира.

## Карьера
Ройден Лам больше всего известен как игрок в «мягкий» дартс, но также играет в классический дартс. В 2009 году он выиграл Hong Kong Open, победив в финале Лю Чэна из Китая. В 2010 году он проиграл в финале Japan Open Кайлу Андерсону и в четвертьфинале Азиатско-Тихоокеанского кубка Морихиро Хашимото. В 2011 году ему почти удалось пройти квалификацию на чемпионат мира PDC, но он потерпел поражение от Скотта Маккензи со счетом 3:4 в финале китайской квалификации.
В 2013 году Лам зарегистрировался в Q-School Профессиональной корпорации дартса и в последний день получил Карту тура. Однако он сыграл только в трех турнирах в течение года, в том числе проиграл 3:5 в первом раунде Уэйну Джонсу на UK Open. Лам прошел квалификацию на чемпионат мира 2014 года, всухую победив Дэн Инь 5:0 в финале китайской квалификации. Он победил Джино Воса со счётом 4:1 (по легам) в предварительном раунде, но затем в матче первого раунда против Уэса Ньютона проиграл со счётом 1:3. Лам дебютировал на Кубке мира по дартсу в июне, представляя Гонконг со Скоттом Маккензи. Они победили Норвегию 5:2 в первом раунде и встретились с Австралией во втором раунде. Лам проиграл свой одиночный матч против Саймона Уитлока, но затем Маккензи победил Пола Николсона. Матч перешёл в решающий парный матч, в котором Гонконг всухую уступил 0:4.
На Кубке мира 2015 года Лам и Маккензи снова играли вместе. Сначала они победили валлийцев Марка Уэбстера и Джейми Льюиса в первом раунде со счётом 5:3, затем Лам обыграл ирландца Уильяма О’Коннора со счетом 4:1, но Маккензи проиграл Конни Финнану со счетом 3:4, и в решающем парном матче со счётом 4:3 сильнее оказались представители Гонконга. Тем не менее, шотландские игроки Гэри Андерсон и Питер Райт в следующем раунде выиграли оба своих одиночных матча, выйдя в следующий раунд.
На Кубке мира 2016 года пара из Гонконга проиграла Ирландии со счетом 4:5 в первом раунде. Лам выиграл Открытый чемпионат Малайзии, победив Марка Джумина в финале, и тот же соперник победил его в полуфинале квалификационного турнира Южной Азии на чемпионат мира 2017 года. Лам получил двухлетнюю карту Тура на 2017 и 2018 годы, когда он победил Жосе Оливейру де Соузу со счетом 5:2 в финале второго дня Q-School.
Лам выступал с новым партнёром Кай Фан Леунгом на Кубке мира 2017, но в первом раунде уступили россиянам со счётом 3:5.

## Результаты на чемпионатах мира

### PDC
- 2014: Первый раунд (проиграл Уэсу Ньютону 1-3)
- 2019: Первый раунд (проиграл Дэнни Нопперту 0-3)